# Calypso II

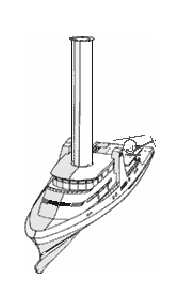
Projekt Calypso II

Calypso II – statek eksperymentalny (rotorowiec), planowany przez francuskiego oceanografa J. Cousteau dla Towarzystwa Cousteau. Cousteau zmarł zanim jego zamiar się urzeczywistnił.
Opatentowany przez Cousteau system Turbosail jest zmodyfikowaną wersją napędu Flettnera. Nowy statek miał być znacząco większy od poprzednika Alcyone. Miał być wyposażony w studio telewizyjne i laboratoria naukowe. Na pokładzie miały się również znajdować helikopter, okręt podwodny i wodolot. Przy planowanej długości 66 metrów miał zapewnić miejsce dla 36 osób, w tym 15 członków załogi.